# Pfrundhaus Oberägeri

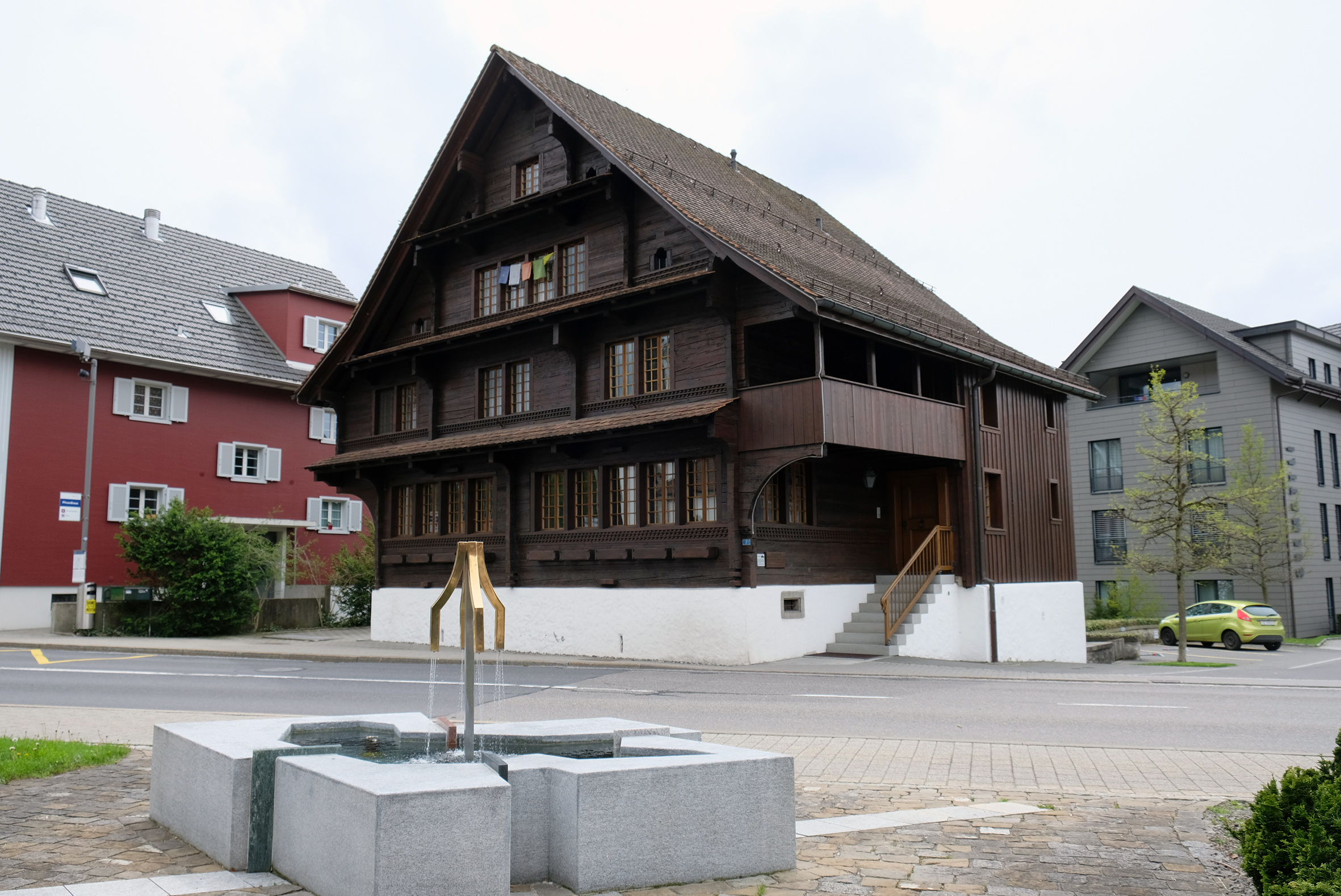
Pfrundhaus an der Hauptstrasse, Besitz der Katholischen Kirchgemeinde Oberägeri

Die Pfrundhäuser Oberägeri sind ein noch bestehendes und ein ehemaliges Haus in Oberägeri (Kanton Zug, Schweiz), die auf eine Pfründe zurückgehen und deshalb als Pfrundhaus bezeichnet werden.

## Pfrundhaus an der Hauptstrasse

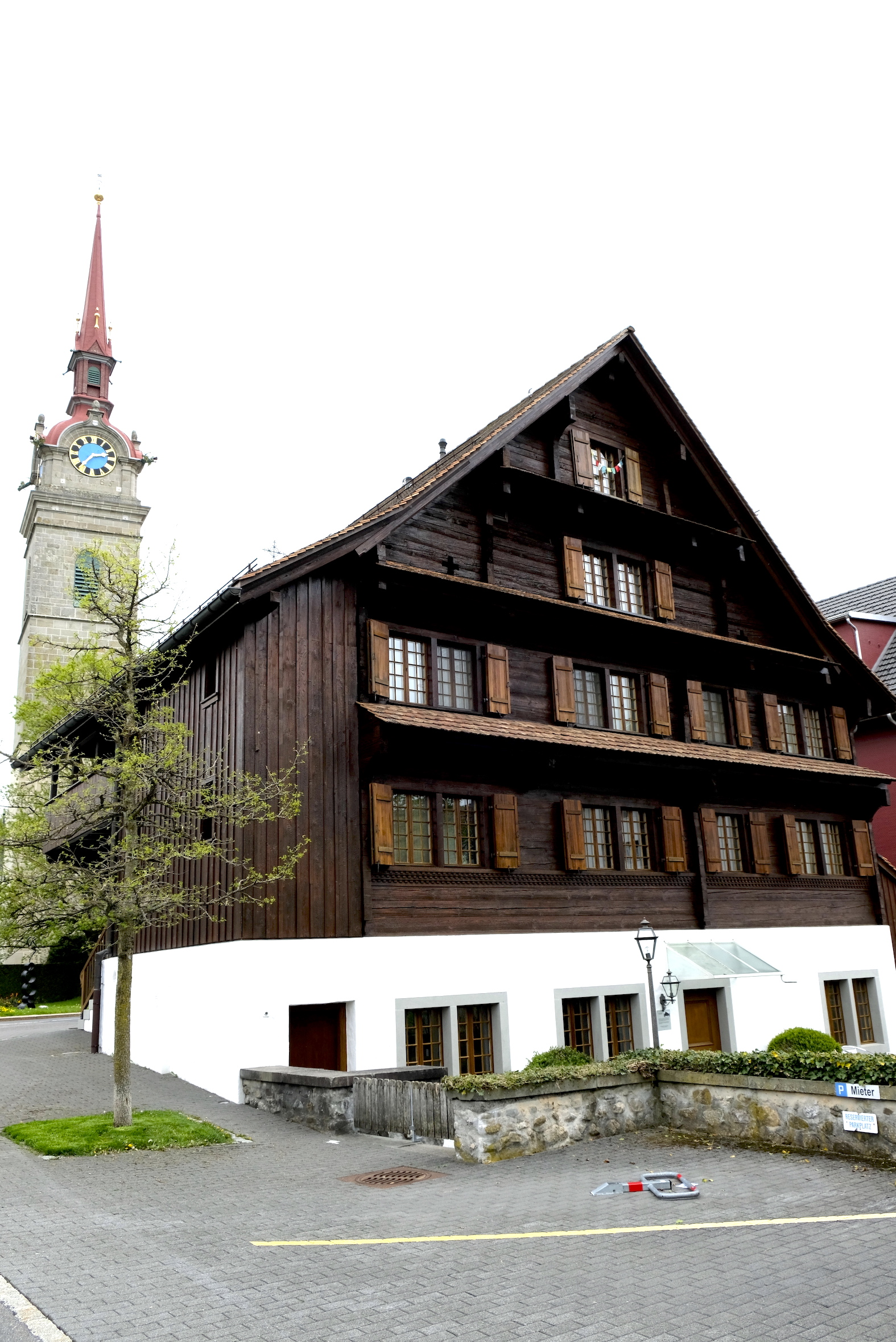
Fassade des Pfrundhauses an der Hauptstrasse, von Westen

Das bekannte und gut erhaltene Pfrundhaus steht an der Hauptstrasse 3, unmittelbar neben dem Dorfbach und der Brücke darüber. Erbaut wurde es 1611. Es besitzt als einer der ersten weltlichen Bauten der Gegend ein steiles Giebeldach. Das Gebäude war vermutlich das ehemalige Pfarrhaus, in dem die damaligen Pfarrherren wohnten. Nachdem 1634 neben der Kirche ein neues Pfarrhaus eingerichtet worden war, diente das Pfrundhaus an der Hauptstrasse ab diesem Datum den Kaplänen als Wohnsitz. Diese hatten auch die Aufgabe, Kinder zu unterrichten. 1730 war im Gebäude nachweislich eine Schulstube eingerichtet. Auch später fand darin Unterricht statt. Die  Ordensschwester und Gründerin des Instituts Ingenbohl, Maria Teresia Scherer, wohnte und unterrichtete darin von 1848 bis 1850  Unterstufenkinder.
Besonders wertvoll sind im Innern die gotisch-gekehlte Balkendecke und ein Kachelofen. Er zeigt viele biblische Szenen aus zwei verschiedenen Perioden im 18. Jahrhundert: Kreuzabnahme Jesu, Heimkehr des verlorenen Sohnes, ein Schweinhirt, Absalom. Die Malereien der Eckkacheln werden dem Maler Caspar Wolf zugeschrieben.
1990 liess die Besitzerin des Pfrundhauses, die Katholische Kirchgemeinde Oberägeri, das Gebäude aufwendig restaurieren. Seither steht es unter eidgenössischem Denkmalschutz. Es dient der Katholischen Kirchgemeinde als Wohn- und Veranstaltungsraum und kann auch von Vereinen und Verbänden genutzt werden.

## Itensches Pfrundhaus
Ein zweites, genannt «Itensches Pfrundhaus», stand unmittelbar nordwestlich des «Burehofs» am Schulweg 1, wo die heutige Schul- und Musikschulverwaltung ihren Sitz hat. Stifter dieser Pfründe waren im Jahr 1687 Geistliche aus dem Geschlecht der Iten. In der Bevölkerung war das Haus mit Adresse Schulweg 3 als «Kaplanenhaus» bekannt. Das um 1840 erbaute Haus brannte Ende des 20. Jahrhunderts ab.

## Pfründe
«Pfründe» war nach kirchlichem Recht ein Amt, das Anspruch gab auf Erträge, welche aus der Vermögensmasse kam, welches mit der Pfründe verbunden war. Ämter in einer Pfarrei waren somit in Pfründen organisiert. Das konnten Zinseinkünfte, Nutzungsrechte und andere Vergünstigungen für die Geistlichen, Pfarrer und Kaplane, sein. Pfründe waren deshalb auch unterschiedlich attraktiv für die Geistlichen. Sie konnten von Personen oder Organisationen gestiftet werden. Die Oberägerer Kirchgemeinde bekam 1669 vom Kloster Einsiedeln das Recht, die sogenannte «Kollatur», die Pfarrpfrund, zu besetzen. Damit konnte sie mitentscheiden, wen sie als Pfarrer bekam und ob dessen Amtsführung ihren Vorstellungen entsprach. 1349 wird eine erste, 1631 und 1632 eine zweite Kaplaneipfrund gestiftet. Sie wurde 1848 auf Antrag der Nachbarschaft Hauptsee (Morgarten) auf die Kirche St. Vitus in der Haselmatt übertragen. Auch das Oberägerer Sigristenamt war mit einer Art Pfründe verbunden. Erst im 19. Jahrhundert wurden die Pfründe allmählich abgeschafft und durch Löhne ersetzt. Ganz beseitigt wurden in den katholischen Gebieten die Pfründe 1983 durch den «Codex Iuris Canonici» 1983.

## Bilder

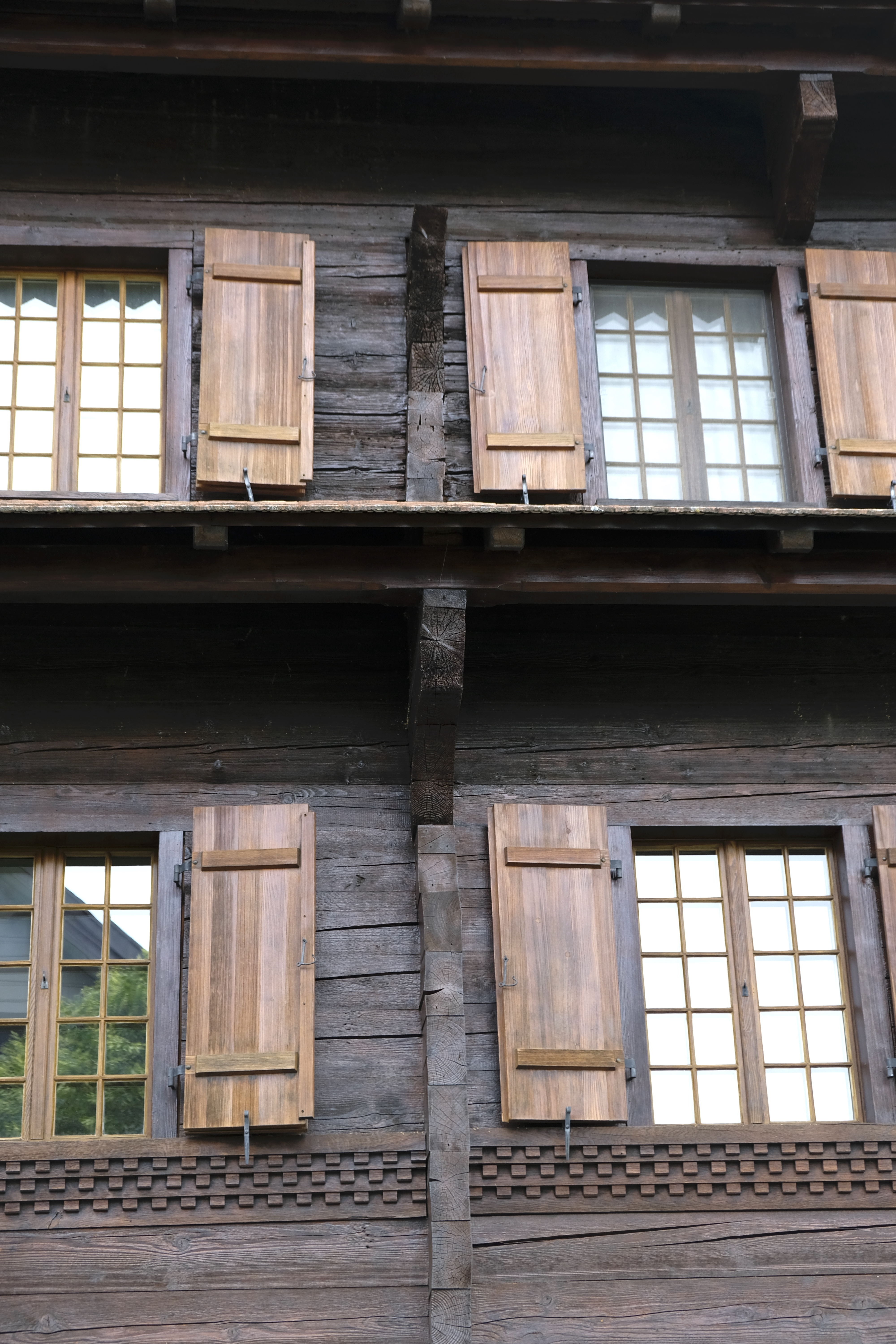
Fenster, Fensterläden und Zierelemente in der Südfassade
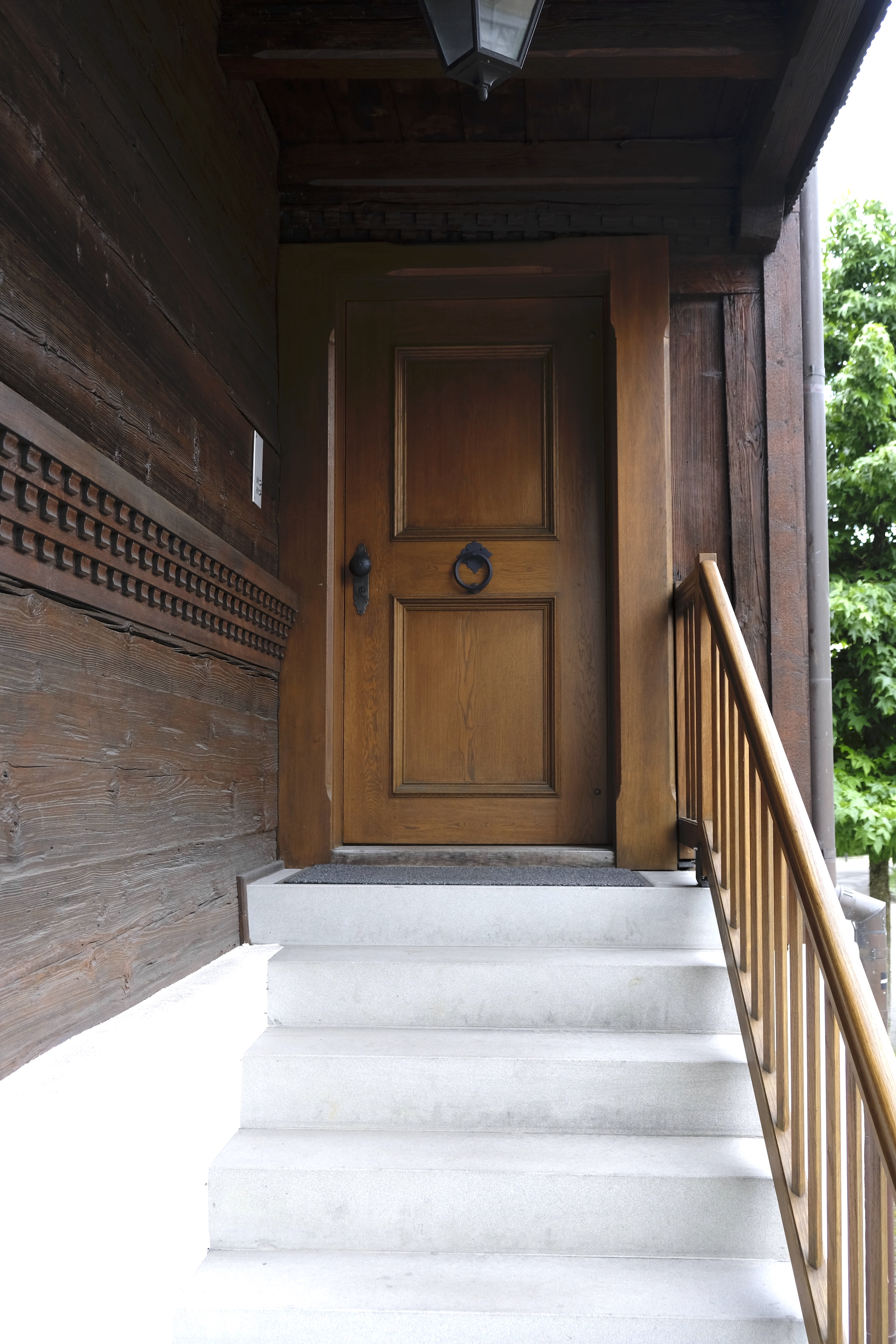
Der Eingang in die obenliegenden Wohnungen
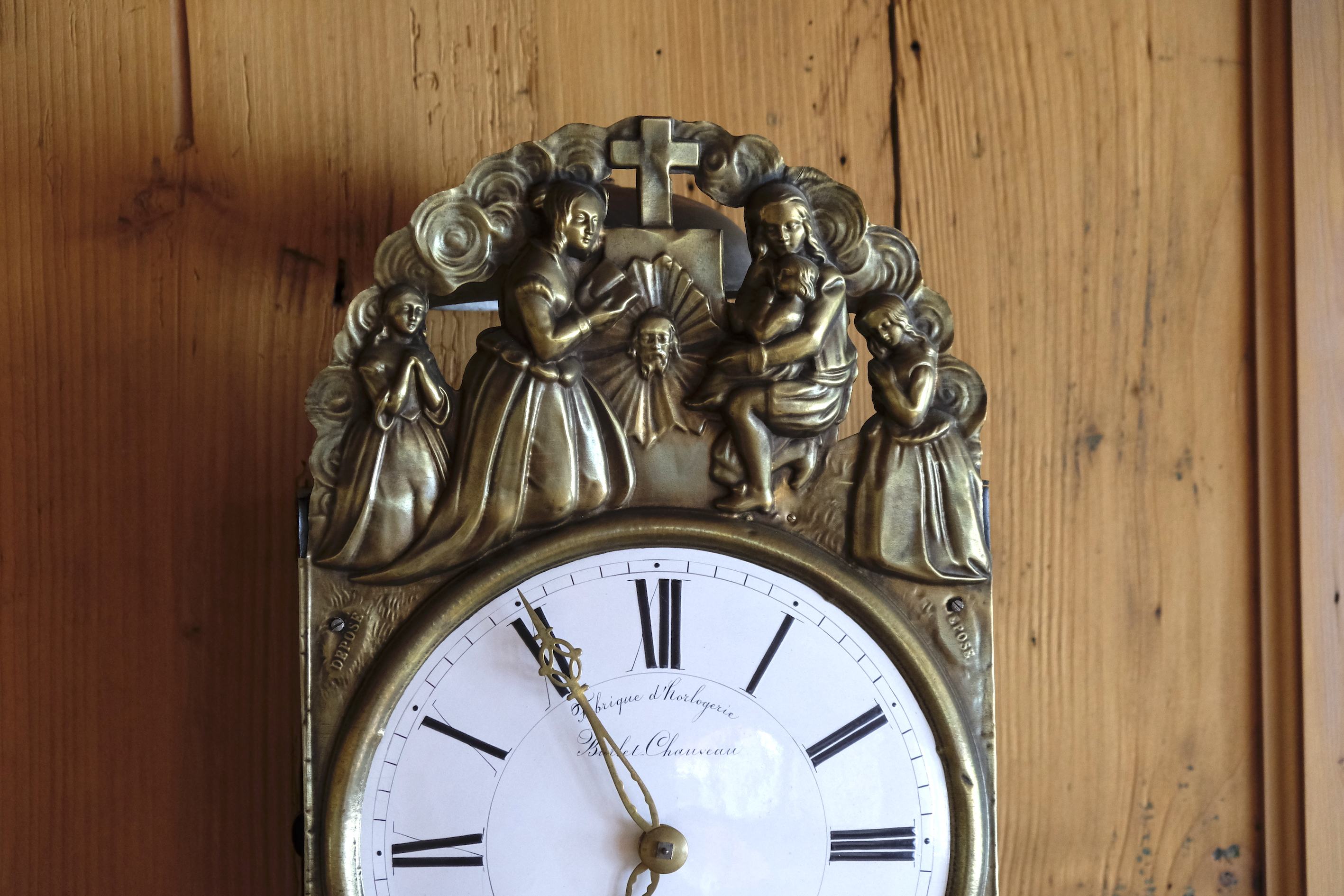
Wanduhr mit religiöser Darstellung
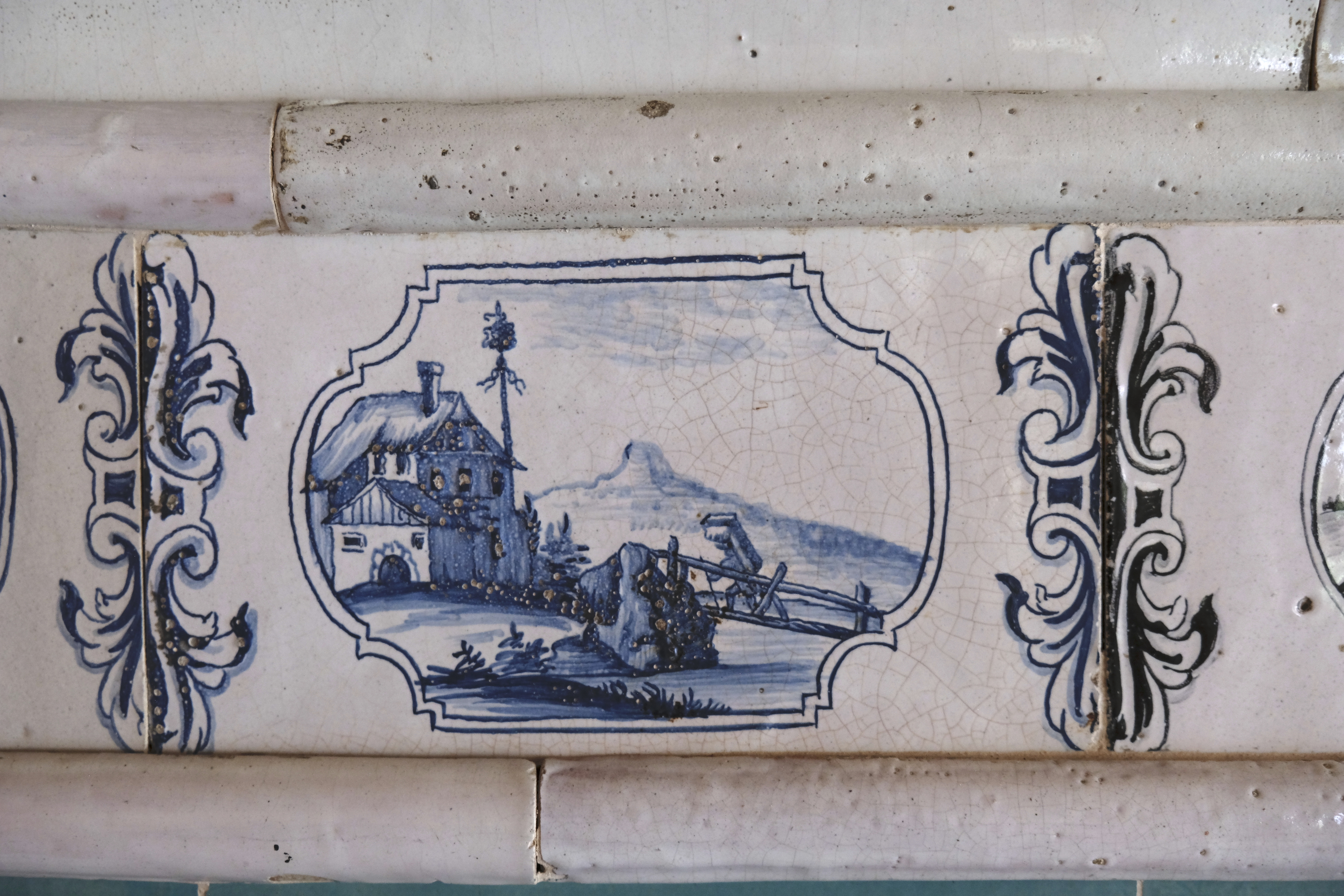
Bemalte Kachel des Ofens
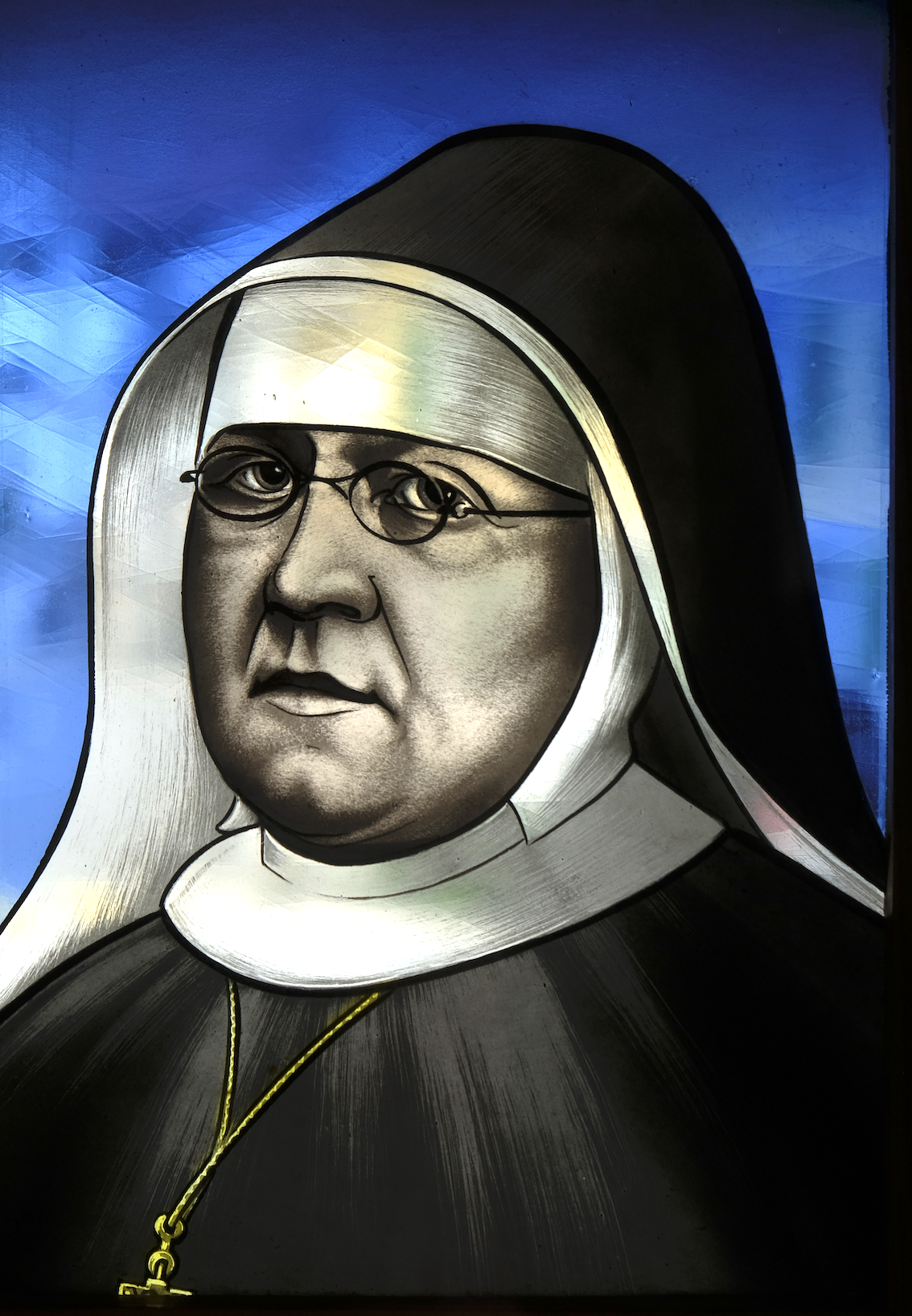
Glasporträt von Maria Theresia Scherer im Fenster der Westfassade
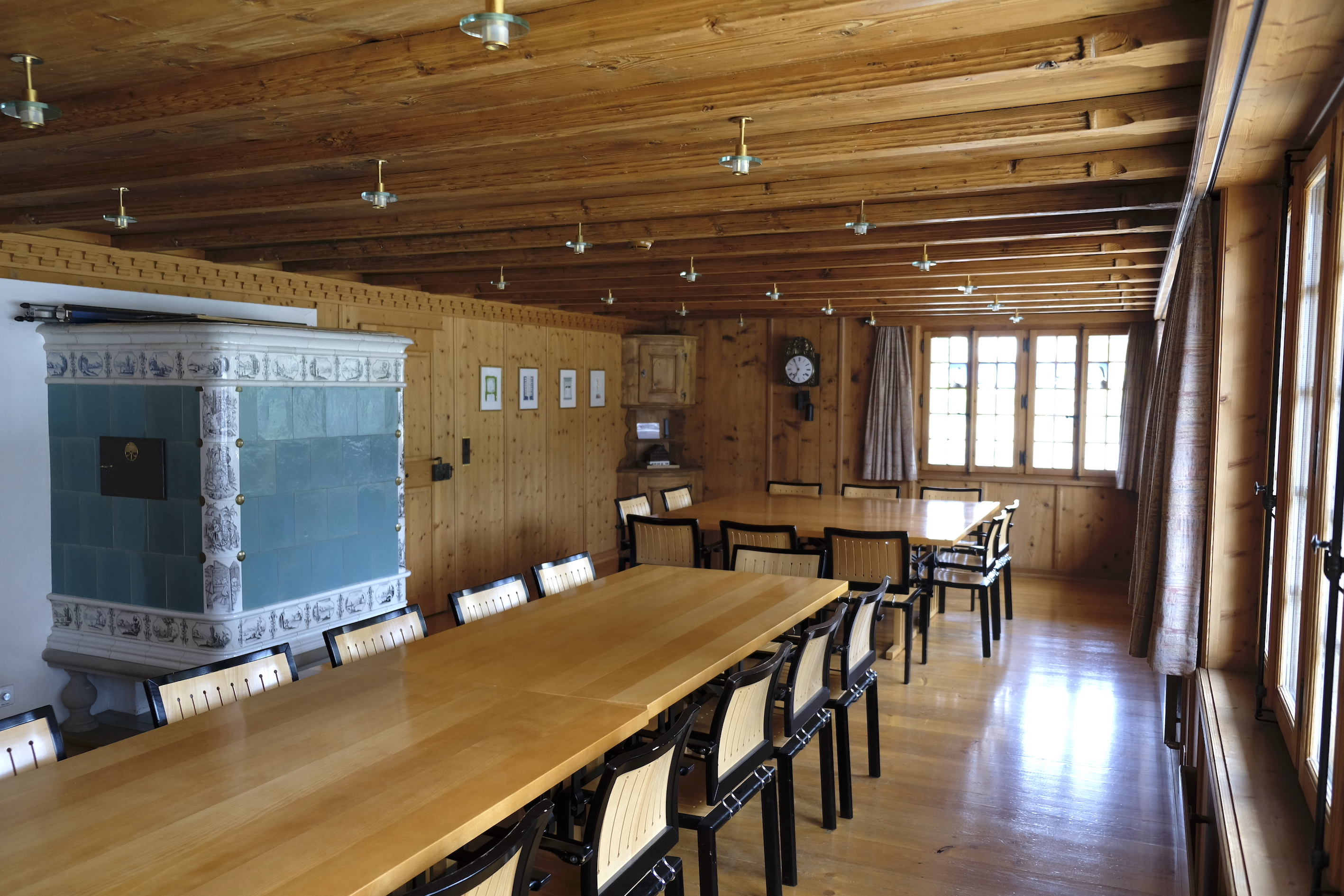
Maria Theresia-Stube
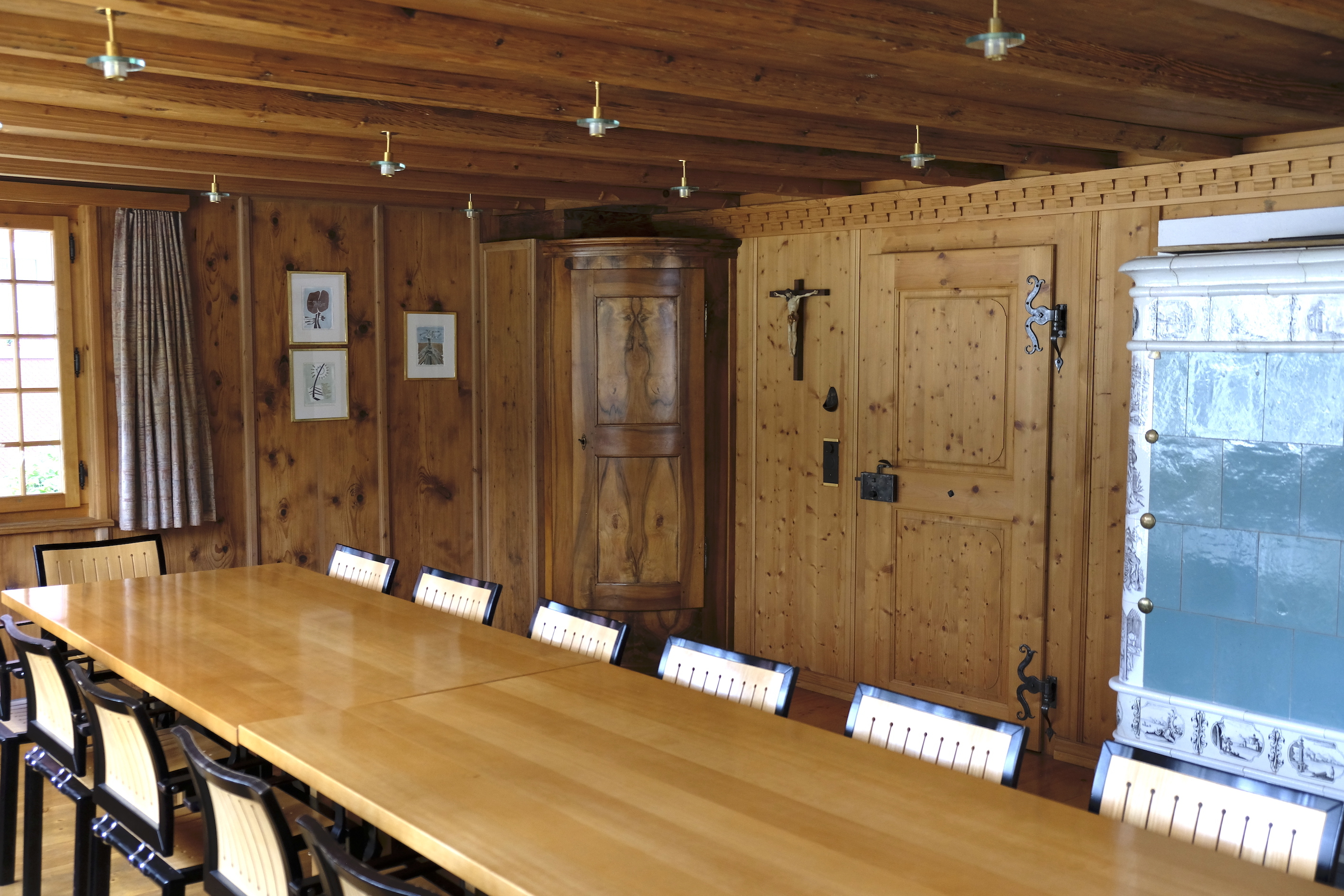
Maria Theresia-Stube mit Wandschrank und Kachelofen

## Hintergrund: Projekt der Bürgergemeinde
Die Bürgergemeinde Oberägeri stellt besondere Häuser und ihre Geschichte vor. Start des Projektes war der Frühling 2023. Jedes porträtierte Haus erhält eine Tafel, welche an der Fassade befestigt wird. Als erstes Gebäude in Oberägeri wurde das «Zurlaubenhaus» am 30. Oktober 2023 mit einer Tafel versehen.